# Dumbrăvești (okręg Ardżesz)
Dumbrăvești – wieś w Rumunii, w okręgu Ardżesz, w gminie Drăganu. W 2011 roku liczyła 541 mieszkańców.